# ギュネーシン・キュズラル
『ギュネーシン・キュズラル』（トルコ語: Güneşin Kızları）は、トルコのテレビドラマ。カナルDで2015年6月18日から2016年3月19日まで放送された。
タイトルの意味は「太陽の女の子」。

## 登場人物
ハルク・メルトール
演：エムレ・クナイ
ギュネーシ・メルトール
演：エヴリム・アラシャ
アリ・メルトール
演：トルガ・サルタシュ
ナズル・ユルマズ
演：ブルク・オズベルク
サバシュ・メルトール
演：ベルク・アタン
セリン・ユルマズ
演：ハンデ・エルチェル
ペリ・ユルマズ
演：ミライ・アカイ